# Вільяфеліче
Вільяфеліче (ісп. Villafeliche) — муніципалітет в Іспанії, у складі автономної спільноти Арагон, у провінції Сарагоса. Населення — 200 осіб (2010).
Муніципалітет розташований на відстані близько 200 км на північний схід від Мадрида, 70 км на південний захід від Сарагоси.

## Демографія
Динаміка населення (INE ):